# Deutsches Industrielack-Museum

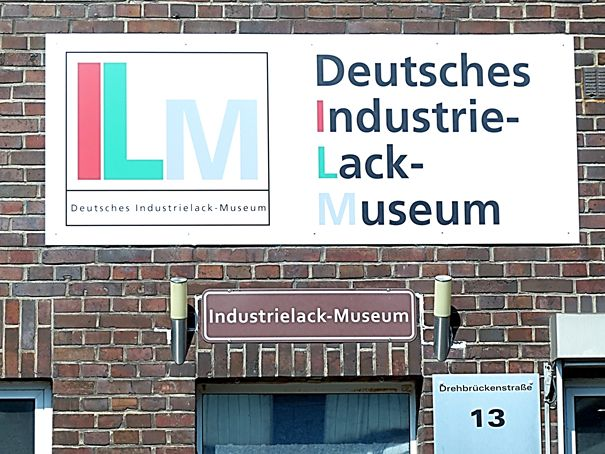
Deutsches Industrielack-Museum Dortmund – Eingang

Das Deutsche Industrielack-Museum in Dortmund ist ein Industriemuseum, das schwerpunktmäßig die Geschichte, die Entwicklung und den Einsatz bzw. die Verwendung von Industrielacken in der Praxis und im täglichen Umgang präsentiert. Es wird als Privatmuseum geführt.

## Entstehungsgeschichte
Das Deutsche Industrielack-Museum wurde im Jahr 2008 von Thomas Grüner, dem Inhaber einer Manufaktur für Industrielacke, und Volker Bach, einem Experten für den Aufbau von Ausstellungen, gegründet. Der Fundus bestand zunächst aus der privaten Sammlung von Thomas Grüner. Mit der Gründung des Förderverein(s) der Freunde und Förderer des Industrielack-Museums e. V. im Jahr 2009 und der späteren Anerkennung von dessen Gemeinnützigkeit konnte schnell weitere Unterstützung für das Museum gefunden werden. Das Museum wird auch von der deutschen Lackbranche in unterschiedlichen Formen unterstützt (z. B. durch Exponate und Literatur).

## Ausstellung

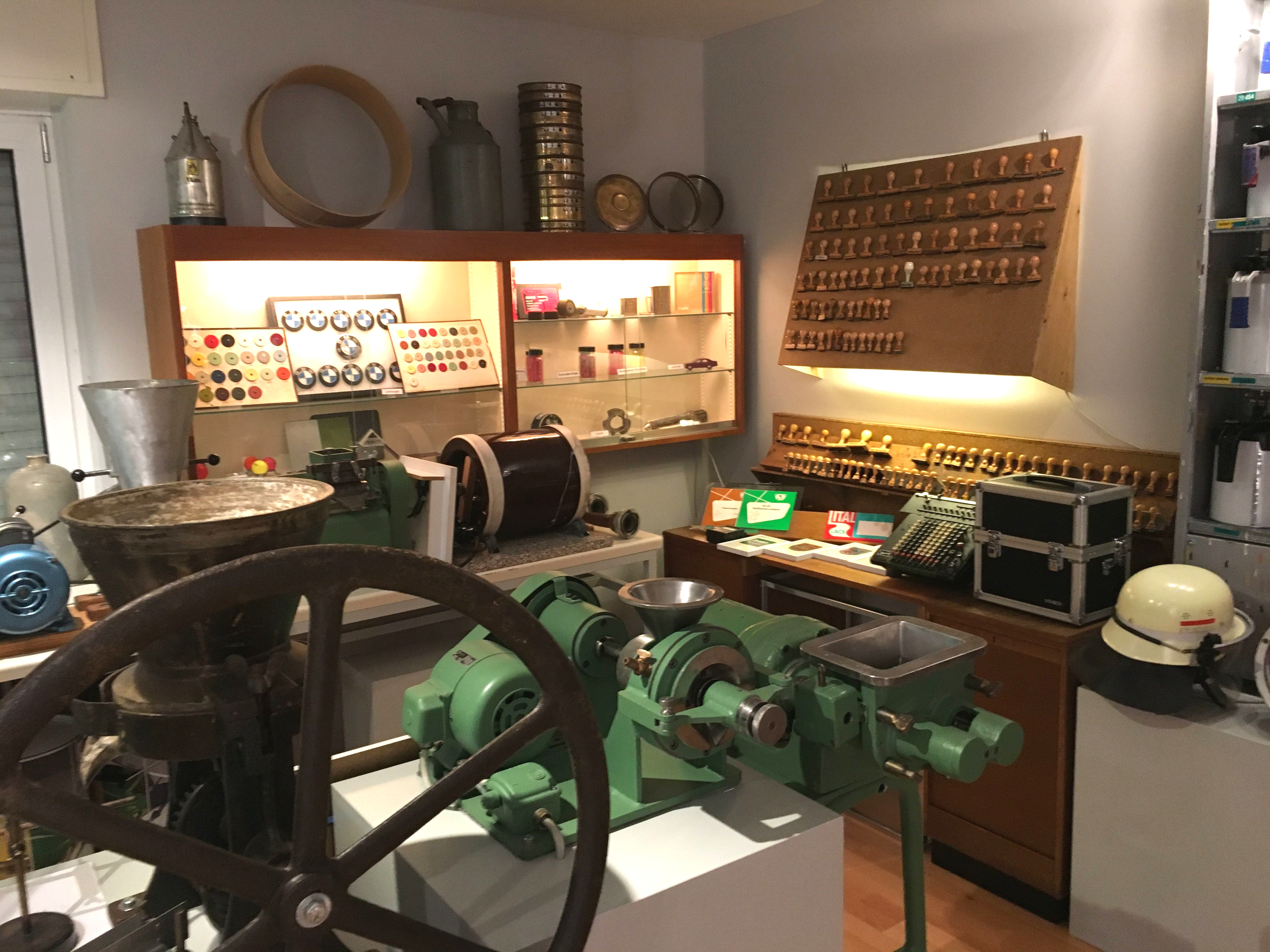
Einer der vier Ausstellungsräume

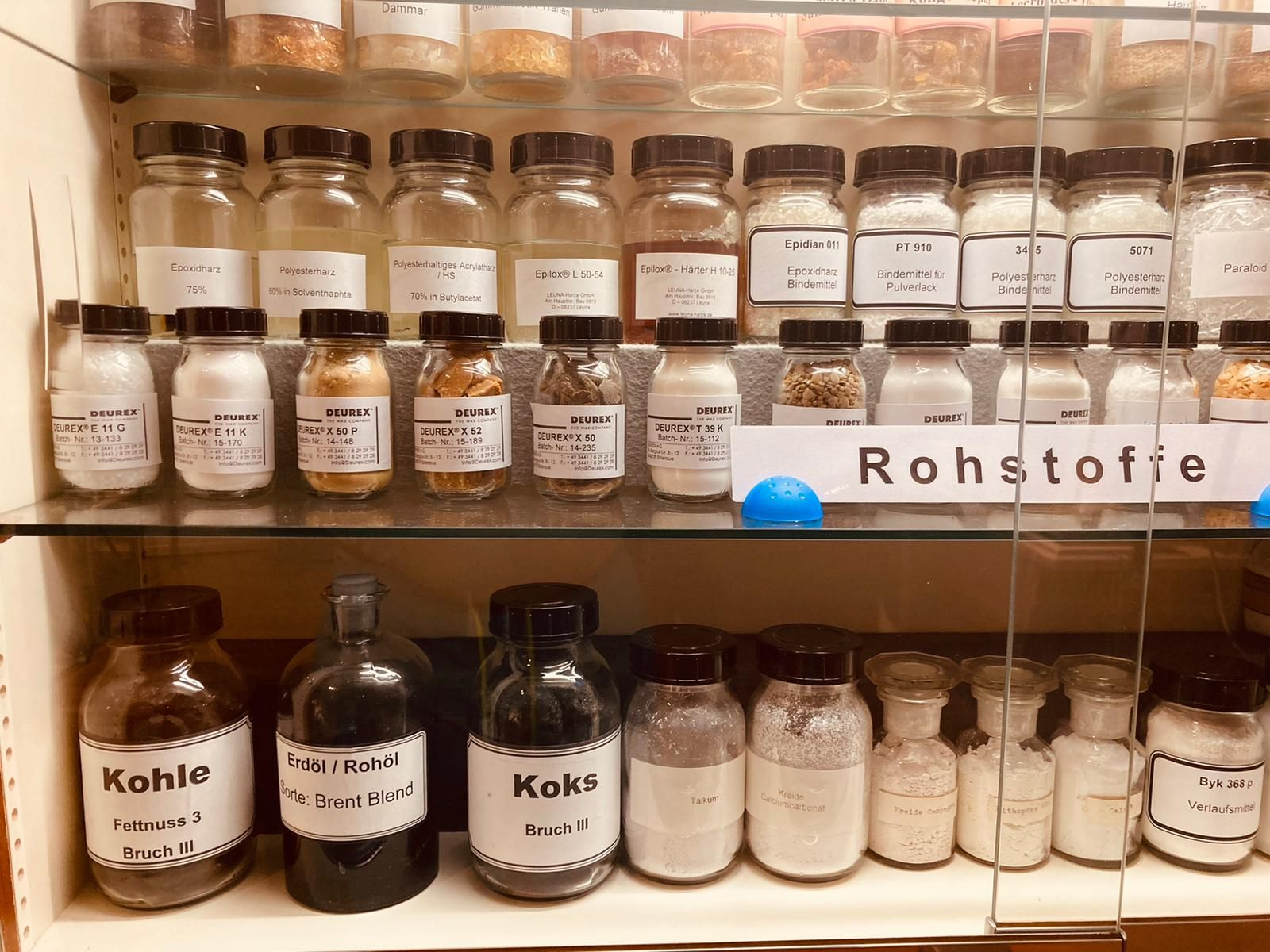
Exponate: Diverse Rohstoffe, die zur Lackherstellung verwendet werden

Eine Auswahl der verfügbaren Exponate wird in vier Ausstellungsräumen und im Eingangsbereich präsentiert. Dort werden unter anderem Geschäftsunterlagen (Rechnungen, Bestellungen etc.) von Unternehmen der Lackbranche ausgestellt, die bis ins 19. Jahrhundert zurückreichen.
Führungen beginnen im Laborraum, in dem auch Lösemittel destilliert werden können. Hier ist auch ein originaler Labortisch der stillgelegten sauerländischen Lackfabrik Littal aufgebaut. Die Produktion von Lacken und das Lackieren sind Schwerpunkte eines weiteren Ausstellungsraums. Mühlen aus verschiedenen Jahrzehnten, Dissolver, Dispergierer, Spritzpistolen, ein Lackansatzbehälter mit 100 Liter Fassungsvermögen und historische Lackdosen zählen hier zu den Exponaten. Der Rundgang endet in einem Ausstellungsraum, der sich mit den unterschiedlichen Funktionen und Anwendungen von Lacken beschäftigt.
Außerdem verfügt das Museum über eine Bibliothek mit Fachbüchern, Werksschriften, Nachschlagewerken und Tabellenbüchern und ein Zeitschriftenarchiv.